# Ernst W. Wies
Ernst Wilhelm Wies (* 6. September 1922 in Köln; † 14. April 2012 ebenda) war ein deutscher Historiker, Publizist und Autor historischer Sachbücher.

## Leben
Wies studierte Geschichte, Kunst- und Theatergeschichte. Ansehen erlangte er vor allem durch seine Biografien über Herrschergestalten des Mittelalters. Für verschiedene Geschichtsmagazine im In- und Ausland verfasste er regelmäßig Beiträge.
Wies starb 2012 im Alter von 89 Jahren. Er wurde in der Familiengrabstätte auf dem Kölner Melaten-Friedhof beigesetzt.

## Veröffentlichungen (Auswahl)
- Karl der Große – Kaiser und Heiliger, Esslingen 1986, ISBN 3-7628-0453-2
- Otto der Große – Kämpfer und Beter, Esslingen 1989, ISBN 3-7628-0483-4
- Kaiser Friedrich Barbarossa – Mythos und Wirklichkeit, Esslingen 1990, ISBN 3-7628-0494-X
- Geschichten vom Lago Maggiore, Esslingen 1991
- Elisabeth von Thüringen – Die Provokation der Heiligkeit, Esslingen 1993, ISBN 3-7628-0520-2
- Friedrich II. von Hohenstaufen – Messias oder Antichrist, Esslingen 1994, ISBN 3-7628-0527-X
- Kaiser Heinrich IV. – Canossa und der Kampf um die Weltherrschaft, Esslingen 1996, ISBN 3-7628-0537-7
- Bei meiner Seele Seligkeit – Lothar II und sein Traum vom karolingischen Reich, Esslingen 1998, ISBN 3-7628-0547-4
- Albrecht Dürer, Esslingen 2000, ISBN 3-7628-0562-8
- Neue Geschichten vom Lago Maggiore, Esslingen, 2002, ISBN 3-7628-0567-9
- Kaiser Maximilian – Ein Charakterbild, Esslingen 2003, ISBN 3-7628-0570-9